# Jimmie Lunceford
James Melvin Lunceford (Fulton, Misuri, 6 de junio de 1902 - Seaside, Oregón, 12 de julio de 1947) fue un saxofonista, arreglista y director de orquesta de jazz, estadounidense.

## Historial
Comenzó en 1922, tocando el saxo alto en la banda de George Morrison. Se traslada a Nueva York y se incorpora a diversas orquestas de la zona, aunque después se instala en Memphis (1926), donde da clases de música y forma su primera big band, donde toca Willie Smith. En 1933-34, se incorpora como arreglista el trompetista Sy Oliver y la orquesta se instala en Harlem, tocando asiduamente en el famoso "Cotton Club". Entre 1935 y 1940, la orquesta de Lunceford se instala en la parte más alta de la jerarquía de las big bands de swing, realizando giras por Europa (1937). Sin embargo, a comienzos de la década de 1940 la orquesta entra en un fuerte declive, en primer lugar por la pérdida de sus principales solistas (Trummy Young, Snooky Young, Paul Webster, Gerald Wilson...) y, después, por la pérdida de su identidad sonora al dejarla Oliver. Lunceford la mantuvo no obstante hasta su muerte e, incluso, le sobrevivió algunos años, dirigida por Joe Thomas y Eddie Wilcox.
A Lunceford se le debe que el concepto de "precisión" adquiriese verdadera significación en las interpretaciones de las grandes orquestas de jazz. Su banda tenía un estilo característico, basado en un ritmo "two-beat" oculto tras el compás típico de cuatro tiempos (4/4) propio del swing, así como en la presencia de una poderosa sección de saxos que, usualmente, tocaban al unísono con tendencia al glissando. Ello, unido a un ritmo arrebatador que se conoció como bounce (la divisa de la banda era "Rhythm is our business", es decir, "el ritmo es nuestro negocio") convirtieron a la banda en una de las más importantes de la época, junto a Chick Webb, Count Basie, Fletcher Henderson y Duke Ellington.